# やまだひさしのラジアンリミテッド
『やまだひさしのラジアンリミテッド』は、TOKYO FM系で1999年4月1日から2002年9月30日まで放送されていた生放送番組。パーソナリティはやまだひさし。
通称は「ラジアン」。

## 概要
番組名の「ラジアンリミテッド」とは"Radio Unlimited"（ラジオ・アンリミテッド）の略で、「無条件のラジオ」を意味している。これは番組が開始された1999年当時、世間で「2000年が来る前に世界が終わるだろう」と噂されていたことから、「たとえ苦情がいくら来ようとも問題にならないかもしれない」という希望も反映していた。ちなみに番組が決まった際の仮タイトルは「やまだひさしの突撃マンドリル」であったが、やまだの知らないうちに「ラジアンリミテッド」に変わっていたとのこと。
やまだは番組開始前に、タイトルを考案した放送作家から「一般的なFM番組でイメージされているようなお洒落な曲紹介ができなかったり、楽曲のプロモーションで来たゲストに宣伝をさせなかったりしても良いので、今までのラジオ番組の常識を覆して、好きなことをやって欲しい。」という内容を伝えられた。これは音楽的に素人のやまだがパーソナリティに抜擢された理由の一つでもある。
番組開始当初は月曜日 - 木曜日の22:00 - 23:25の放送で、23:25からは『それゆけ!ナイトバスターズ』が放送されていた（後述）。2000年3月の番組改編で水曜の『広末涼子のがんばらナイト』が『広末涼子のRHラブ・アンリミテッド』への改題と共に金曜22:30に移動し、『Yahoo! アンリミテッド HYPER BLOODS NET CITY』が開始。この番組は『ラジアン』の放送終了後からやまだが引き続いてパーソナリティを務めていたため、事実上水曜のみは放送時間が23:50まで延長される形になった。
2000年10月の改編によって『それゆけ!-』枠が終了。それと同時に『アンリミテッド HYPER BLOODS NET CITY』とその後続番組の『デジドラX』も終了した為、『ラジアン』は正式に水曜のみ23:55まで延長される。また、2001年春改編では『それゆけ-』枠で放送されていた番組の枠移動・終了が行われ、『DyDo Presents ジョン・レノン・カレイドスコープ』が開始した木曜を除き、22:00 - 23:55の2時間番組となった。なお、『ジョン・レノン・カレイドスコープ』は2001年9月に終了したため、同時に全曜日が2時間枠に拡大されている。
2002年秋改編（9月30日）をもって番組が終了。放送時間の移動と同時にタイトルが『やまだひさしのラジアンリミテッドDX』となる。なお、『DX』の初回放送は翌日未明（当日深夜）の1:00 - であったことから、やまだは『JET STREAM』を挟んで計4時間もの間番組に出演したことになった。最終回の最後に1時間後始まる『DX』のジングルが流れて終了した。
また、ラジアンシリーズは2010年4月に金曜に凝縮され『やまだひさしのラジアンリミテッドF』となった。『ラジアン』の2年半、『DX』の通算7年半を超え、10年以上放送が続いている。また、2019年4月には放送開始から20周年を迎え、2025年3月に終了予定。

## ネット局とオープニング
- 全国36局ネット→37局ネット

放送開始日と同日にエフエム岡山、2001年4月に岐阜エフエム放送が開局。また、当時Kiss-FM KOBEはJFN未加入。
- 番組のオープニングには共通のBGMに載せて行われたが、前半パートは大まかに2パターンあり、2000年以前に使用された"（西暦） re-end century. The time is coming..."というものと、2001年以降に使用された"（西暦） A new century. The time is has come..."というものがある。このあと、TOKYO FMを含むネット局分パターンがあり、各局ごとに流れた後、後半パートへ続くが、これは後半は全期間同じ。すべてパトリック・ハーランによる英語のナレーションである。

## 主なコーナー
番組終了時
- 22:25 鉄拳クイズ（放送開始当初は23:00 - ）

リスナー参加のクイズコーナー。数種類の問題のうちから一つを選び、クイズに正解すると1万円が贈られるが、正解者が出ない場合は翌日・次回にキャリーオーバーされる。
木曜日のみカルビーがコーナースポンサーであったことから、問題もカルビー製品に関するものになるほか、正解するとカルビー商品の詰め合わせが送られた。
- 22:50 嵐音 （アラシオン。出演：嵐）

「日本一短くて日本一インパクトのある番組」をコンセプトに2000年4月にスタート。『嵐の金曜日』（ニッポン放送）以来のレギュラーではあるが、週1回のマンスリー番組であったそちらとは違い。1回5分×4日で考えればレギュラーとしては初となる。開始当時は二宮や松本が未成年であったため当然録音である。
2020年6月26日、当番組の二世代後にあたる『ラジアンF』に松本が出演。当時のやり取りや思い出を話す展開があった。
- 22:55 アンビリタイムス

世界中から届いた「アンビリーバブル」なニュースを、元TFMアナウンサーの大橋俊夫が伝えるコーナー。一部地域では未放送。
- 23:00 Start & Rec

2002年4月開始。初解禁される音源を「カセットなりMDなりDATで録音してもいい」コーナー。コーナータイトルは『スタートレック』の捩り。
楽曲は曲前後にトークを一切被せずフルでオンエアされるほか、このコーナーのみでオンエアされた音源も存在する。
番組開始（99年4月） - 99年9月
- モーニング娘。のスーパーモーニングライダー（安倍なつみ/モーニング娘。）
- ブリグリ5 （the brilliant green）

99年10月 - 02年3月
- FLYING-L'Arc-ATTACK（L'Arc〜en〜Ciel）
- STAR☆FLAVOR！

2001年4月 - 9月
- プッチモニダイバーV3（プッチモニ）

かつて「ナイトバスターズ」月曜に放送された番組（後述）で、「ラジアン」の枠拡大に伴い帯の箱番組として内包された。
ミニコーナー
- 野菜部（主に月曜）

「ラジアンで部活をつくろう」で出来た部活。ただし、そんなに放送はしなかった。ラジアンDX月曜日で野菜ソムリエの企画がある。
- 眠れる童話大全集（水曜）

単発企画だったのが筋肉ディレクターの手でコーナーになった。リスナーから眠れる童話を募集するコーナー。実際は眠れる童話には程遠い内容が多かった。
当初やまだはこの企画に反発し文句を言っているが、ディレクターの殴るやドリルのSE、さらにはやまだの声をフェードアウトまでする攻撃も行っていたが、最終的には気に入ったようだ。はがきのみの募集で、採用されると「過去の眠れる童話CD」（CD-Rに焼いたもの）とガレッジセールのコント集CDが送られた。

## 番組オリジナルCD
- 黒船 赤 〜ソニーミュージック エディション〜
- 黒船 緑 〜東芝イーエムアイ エディション〜

「口ずさめる洋楽ヒット曲を10代のリスナーに伝えに来日したペリーが、開国を要求するため製作した」というコンセプトの、洋楽コンピレーション・アルバム。『赤』はソニー・ミュージックジャパンインターナショナル、『緑』は東芝EMIから発売。曲間には「ペリー」の喋りや番組ジングルなどが収録されていたが、この「ペリー」の声が無断使用（後述）だったことから、すぐに廃盤となった。

## ペリーの無断使用
番組の中期から人気キャラクターとして登場していた「ペリー」。「開国シテクダサーイ」等の強烈な個性を放つことで番組内での人気キャラとなる。
しかし、この音源は宮崎吐夢が制作した「ペリーのお願い」であり、「ペリー」が番組に登場した初期の段階からネット上では「無断使用では?」と言われていた。コンピレーションの発売に伴って「さるやまハゲの助」側のスタッフが確認したところ、無断使用であったことが発覚し、交渉の末にCDの廃盤・回収と謝罪放送を行うことで和解に至った）。後に番組では謝罪を行うと共に「ペリーのお願い」がフルオンエアされた。

## 放送された番組
23:25以降の番組が「それゆけ-」枠にあたる。

### 1998.10 - 1999.3
| 23 | 月曜日                      | 火曜日                       | 水曜日                      | 木曜日                   |
| -- | --------------------------- | ---------------------------- | --------------------------- | ------------------------ |
| 23 | 00 ミリオンナイツ           |                              |                             |                          |
| 23 | 25 藤井フミヤのFMスナイパー | 25 GLAY TAKURO RADIO FACTORY | 25 広末涼子のがんばらナイト | 25 飯島直子の今夜は話そ! |

### 1999.4 - 1999.10
| 23 | 月曜日                              | 火曜日                   | 水曜日                      | 木曜日               |
| -- | ----------------------------------- | ------------------------ | --------------------------- | -------------------- |
| 23 | 00 やまだひさしのラジアンリミテッド |                          |                             |                      |
| 23 | 25 藤井フミヤのFMスナイパー         | 25 DA PUMP Respect Flava | 25 広末涼子のがんばらナイト | 25 西川貴教 turbo FM |

### 1999.10 - 2000.3
| 23 | 月曜日                              | 火曜日                   | 水曜日                      | 木曜日               |
| -- | ----------------------------------- | ------------------------ | --------------------------- | -------------------- |
| 23 | 00 やまだひさしのラジアンリミテッド |                          |                             |                      |
| 23 | 25 プッチモニのプッチモニダイバー!  | 25 DA PUMP Respect Flava | 25 広末涼子のがんばらナイト | 25 西川貴教 turbo FM |

### 2000.4 - 2001.3
| 23 | 月曜日                              | 火曜日                   | 水曜日                                        | 木曜日                        |
| -- | ----------------------------------- | ------------------------ | --------------------------------------------- | ----------------------------- |
| 23 | 00 やまだひさしのラジアンリミテッド |                          |                                               |                               |
| 23 | 25 プッチモニのプッチモニダイバー!  | 25 DA PUMP Respect Flava | 25 Yahoo!アンリミテッド HYPER BLOODS NET CITY | 25 MUSIC QUEST Mt.GROOVE 2000 |
| 23 | 50 デジドラX                        |                          |                                               |                               |

### 2001.4 - 2002.9
| 23 | 月曜日                              | 火曜日 | 水曜日 | 木曜日 |
| -- | ----------------------------------- | ------ | ------ | ------ |
| 23 | 00 やまだひさしのラジアンリミテッド |        |        |        |

## その他
- 番組への出演や鉄拳クイズに正解したリスナーらには「金ポスター」「銀ポスター」のプレゼントが行われていた。「金ポスター」にはやまだやその日の出演ゲストのサインが書かれることもある。
- 2001年11月1日、放送スケジュールの関係[注 3]から、一度だけ『サントリー・サタデー・ウェイティング・バー』が同日の23時から放送となった際、この番組とのコラボレーションが行われ、やまだと当時の公式HPのウェブマスター・ag（アグ）が同番組に客として出演。番組タイトルも『サントリー・サースデー・ウェイティング・バー』として放送された。
- ゆずの楽曲「アゲイン」はこの番組で存在が明かされたことがきっかけとなり、音楽配信サービス「Music Deli」端末での配信が行われるようになった[注 4]。
- この番組では、やまだが番組タイトルを読むときの巻き舌と「ラジオは習慣ですっ」という枕詞が有名となっている。